# 措宗寺
措宗寺，藏语称“措宗贡巴”，位于西藏自治区林芝地区工布江达县错高乡，是一座藏传佛教宁玛派寺院。

## 历史
措宗寺位于林芝地区工布江达县驻地以东、错高乡的巴松错中的扎西岛上，距离川藏公路40多公里。距离工布江达县城大约80公里，距离拉萨市大约370公里。该寺始建于唐朝末年。
措宗寺是一座宁玛派寺院，寺院规模很小，僧尼人数很少，宗教影响却很大。措宗寺原有一本寺志，后在文化大革命期间被毁，如今只能靠当地老人的口头传说以及仅有几页篇幅的巴松湖地理志来追溯其历史。21世纪初，该寺是宁玛派居士寺院。
巴松错既是藏传佛教圣地，也是民间信仰发源地。巴松错面积约26平方公里，扎西岛面积仅2000平方米。措宗寺因建在巴松错的湖心岛扎西岛上，在藏族信众中有许多神话传说。有传说称，巴松错是一片神湖，即“措曼杰莫”（Mtsho Sman Rgyal Mo）女神的水宫，女神对水中生活的神灵家族具有威严及势力，信众向她祭祀祈祷，可以带来好运及福祉。后来一位宁玛派高僧桑杰林巴，按照莲花生的授记，在巴松错的湖心岛扎西岛上创建了措宗寺，寺内设莲花生忿怒金刚像作为主尊，从而在巴松错地区建立了藏传佛教本尊的主导地位。同时，措宗寺还继承了祭祀巴松错周围众多神灵的民间信仰习俗。
措宗寺每年举办两大宗教节日，即藏历4月15日的萨噶达瓦（Sa Ga Zla Ba）节、藏历6月4日的曲果（Chos Vkhor）节。萨噶达瓦是藏传佛教大型宗教节日之一，当天是集释迦牟尼降生、觉悟、圆寂三大纪念日为一天之日，几乎各个寺院都举办隆重的宗教仪式。措宗寺周边的藏族居民将转圣湖（巴松错）的民间信仰与萨噶达瓦节融合，安排在同一天进行。当天，村民们身穿盛装，首先来措宗寺烧香，参加萨噶达瓦节，随后绕巴松错转经。
藏历6月4日的曲果节也是藏传佛教大型宗教节日之一，当天是释迦牟尼首次讲经传教的纪念日，所以各个寺院都举办隆重的宗教仪式。2003年8月2日（藏历6月4日），措宗寺附近村民来到措宗寺朝佛或转经，大多数人来自工布江达县巴河镇（雪卡）以及错高乡，甚至还有许多来自拉萨市的离退休干部及群众。当地信众结束朝佛或转经之后，在附近的森林中席地而坐，开始野餐或开展娱乐活动。
措宗寺所在地区的藏族农民还将西藏最大的农业传统节日“望果节”也放在藏历6月4日，与宗教节日“曲果节”同日，形成盛大的民间节日。

## 建筑

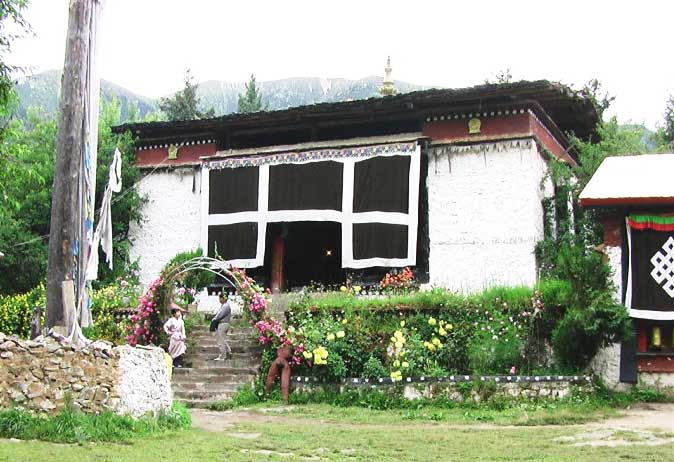
措宗寺主殿

措宗寺为木石结构建筑，上下两层，供奉着不少佛像。佛殿内有3尊大佛像：正中为强巴佛（弥勒佛）；左侧为千手观音，右侧为金童玉女像。强巴佛结跏趺坐在莲花台上，全身金黄色，螺发和肉髻为绀青色，身穿袒右肩的袈裟，满面笑容。千手观音又称“大悲观音”，左右四十只手各执如意宝珠、锡杖、宝镜、铁钩、莲花、葡萄等，每种小器物各有喻意。寺内还保存着松赞干布途经此地征服妖魔洛增时所留的马蹄石印（长25厘米），以及大喇嘛桑杰伦巴修复该寺时埋留在石块上的脚印（长15厘米）。该寺周围的岛礁上，每块黑石均雕成石龟、石鱼、石龙头、佛像等等。

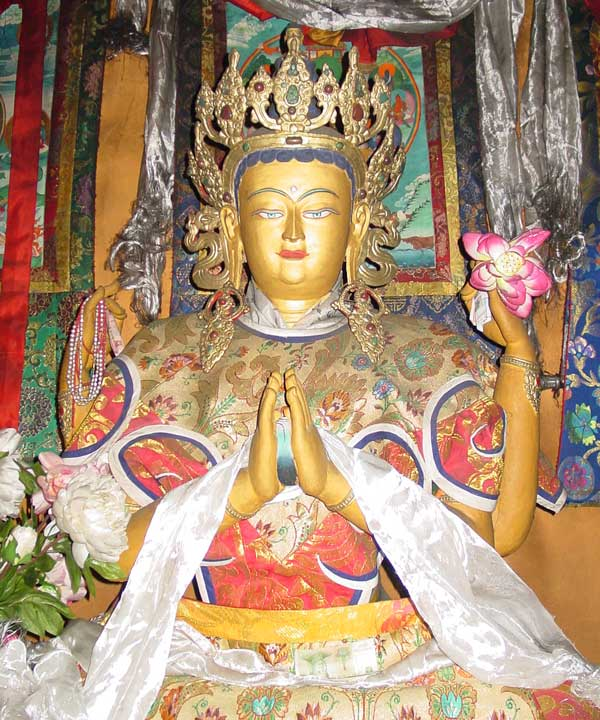
主殿内的观世音菩萨
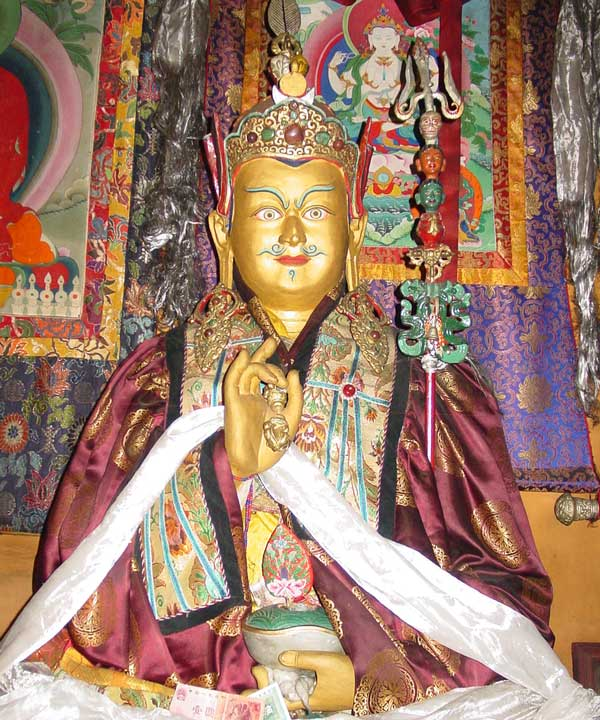
主殿内的莲花生
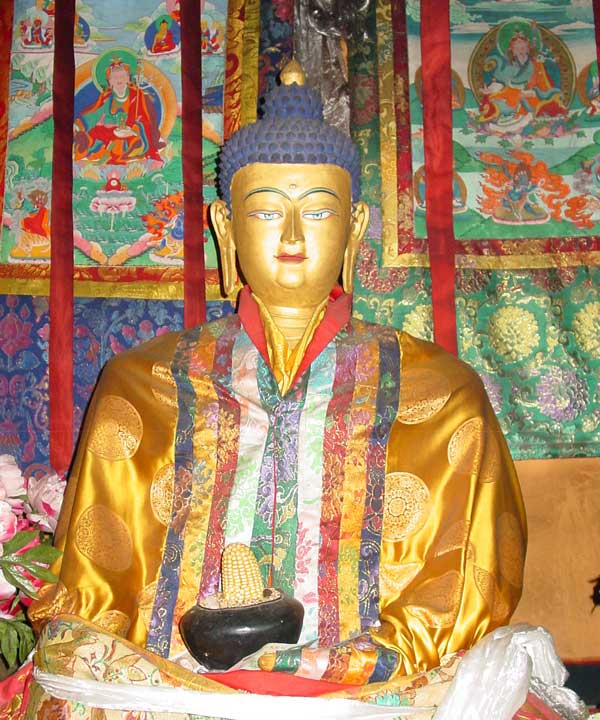
主殿内的释迦牟尼

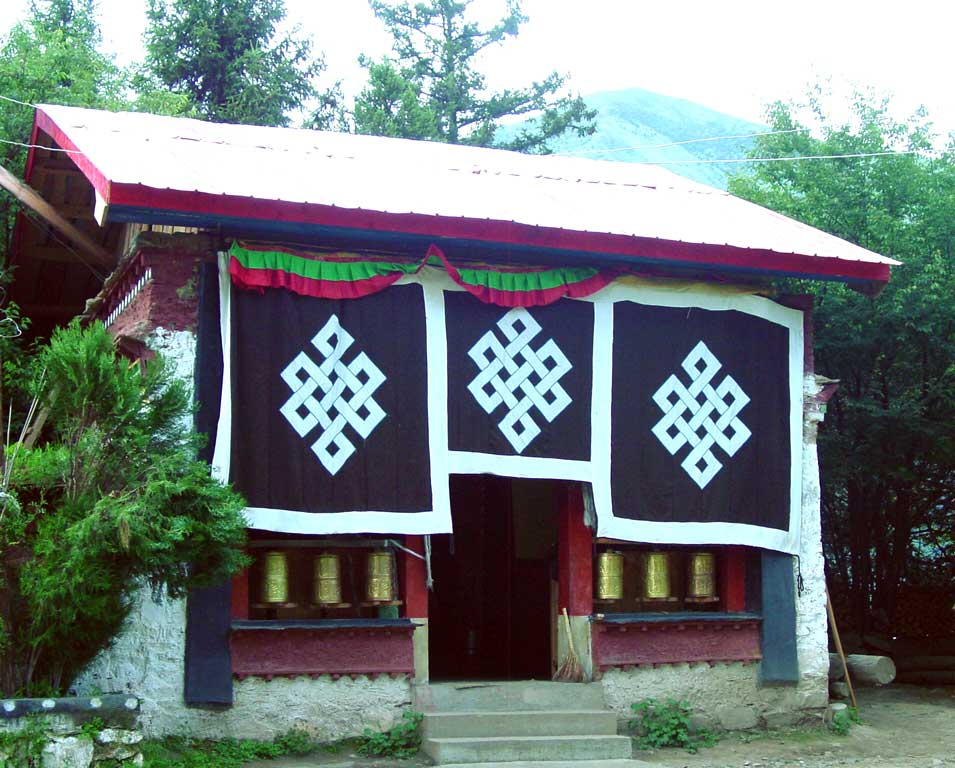
措宗寺内的附属建筑

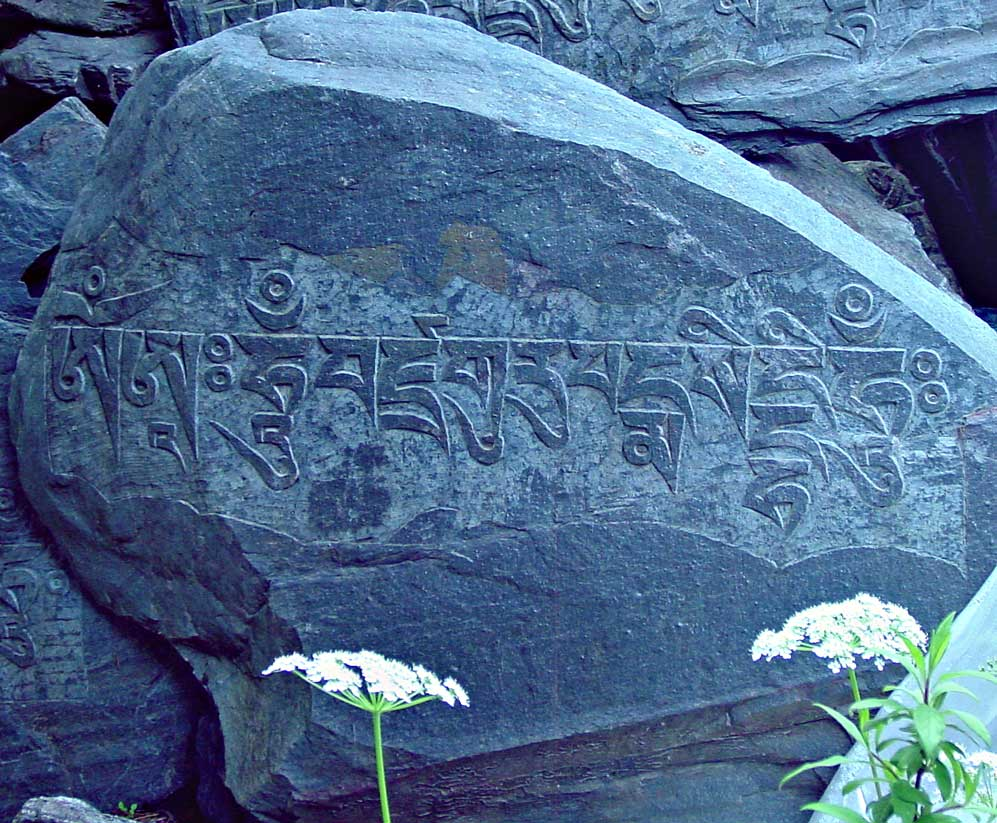
措宗寺主殿后面刻有莲花生大士心咒的大石头

扎西岛上除了措宗寺外，还有许多民间传说，而且每个传说都通过实物或者比拟的方法表现出来，使得整个扎西岛的景物都充满灵气。
措宗寺南侧的转经路上，有树龄超过千年的桃抱松，是一株桃树缠绕着一株松树生长。传说措宗寺所在的湖心岛原是鱼形山的山脊，远古时候并无巴松错，而是一座高入云间的鱼形山，头朝北，尾朝南。一日黄昏，一对雌雄怪兽在山中游戏，雄兽对鱼形山山脊猛咬一口，此山急速下陷，方圆数百里地动山摇。山脊受创处立刻喷出腥红色血水，一泻千里，汇成一片红色海洋，血腥味刺鼻，人间因此受到灾难。天庭的巡视官俯瞰人间，发现妖鱼作怪，迅速报告玉帝，玉帝令“神犬”降妖、“神龙”造福。妖鱼被神犬投下的神针钉住，梅花飘落在血海周围变成山峦，阻止了血水蔓延。忽然一道红光直冲云霄，刹那间红色海洋干涸、血腥味消失，神龙随即呼风唤雨，将大地变成绿洲，巴松错由此诞生。神龙怕妖鱼得到水之后再兴灾难，乃在行雨时少降雨水，使鱼背露出巴松错的水面，通过烈日曝晒使妖气消灭。数千年后，妖鱼修成善果。在一个深夜，这条已经修成善果的妖鱼化成一株结满桃花的桃树，扎根湖心岛；神犬见妖鱼已经修成善果，便将钉在妖鱼背上的神针变成了一株松树，长在桃树上，与桃树同根生，此即“桃抱松”。据说“桃抱松”树叶上有自然生成的藏文字母。 此外也有传说称，桃树是一个女妖，松树是格萨尔的一把剑（或箭），用剑（或箭）将女妖钉在该岛上，通过风吹日晒来消除妖气，以保民众平安。
措宗寺转经路上的第二个景观为水葬台。据说，在大型石板上面解剖人的尸体之后，便投入巴松错中，当作对水生动物的布施。水葬台右侧有一处用来向湖中投掷哈达之处，如果投掷的哈达沉入湖底，说明投掷者的来世将降生在极乐世界，否则很可能堕入三恶趣。
措宗寺转经路上的第三个景观是一株青岗树。传说其树叶中有自然显现的十二生肖以及二十个藏文字母，如果有人能从树叶上看出全部或部分，则为吉兆，或者此人是位有福运之人。